# Мітч Айві
Мітч Айві (англ. Mitch Ivey, 2 лютого 1949) — американський плавець.
Призер Олімпійських Ігор 1968, 1972 років.
Переможець літньої Універсіади 1970 року.